# Gefreiter
Gefreiter ([ɡəˈfraɪ̯tɐ], viết tắt. Gefr.; số nhiều Gefreite) là một quân hàm Đức, Thụy Sĩ và Áo tồn tại từ thế kỷ 16. Quân hàm thường là cấp bậc thứ hai đối với một người lính nhập ngũ (bất kể cấp bậc nào dưới bậc sĩ quan), thủy thủ hoặc phi công có thể được thăng chức. Cấp bậc thường được phong cho những người lính có nhiều kinh nghiệm.